# 福来莎集团

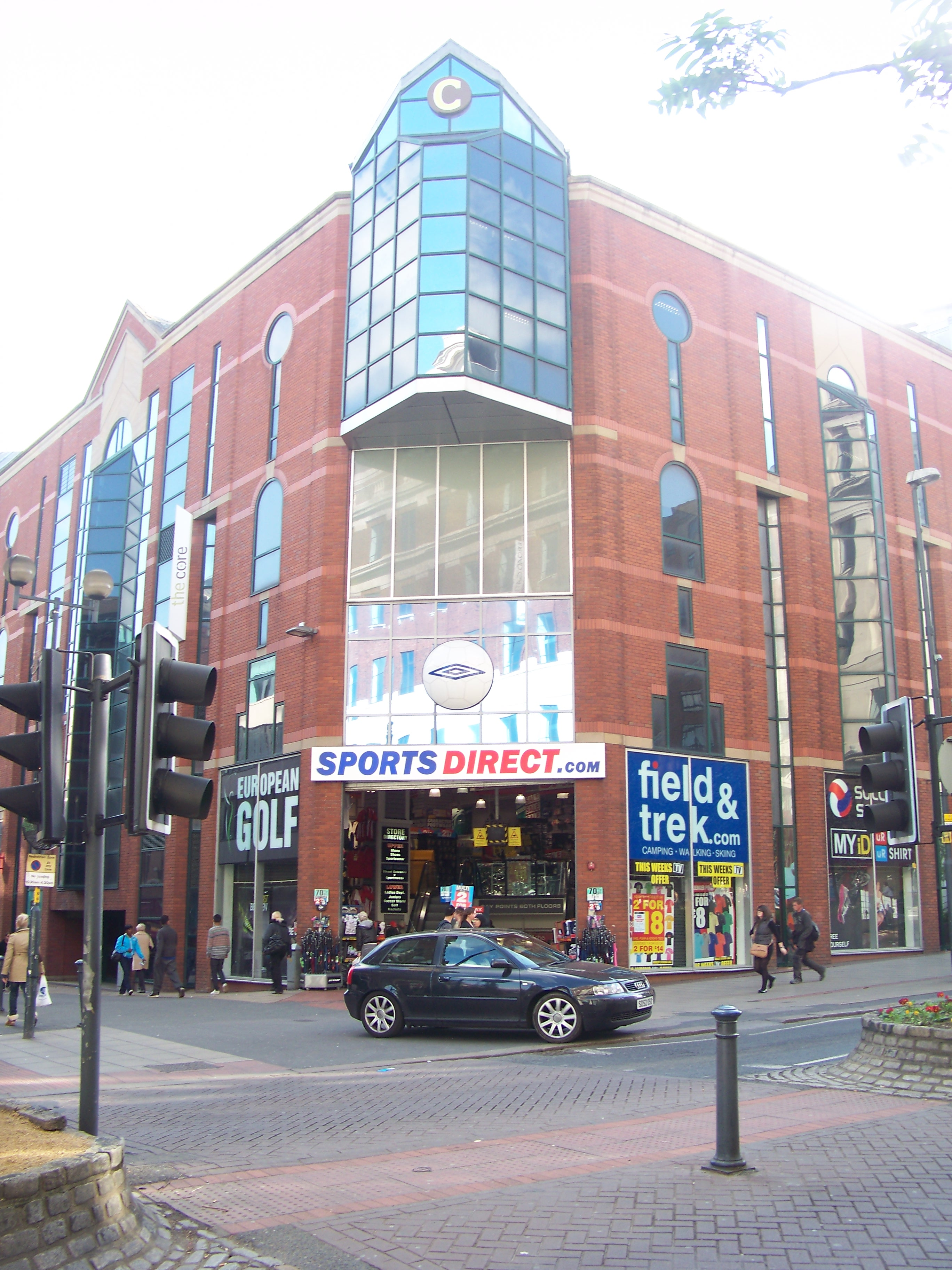
位於利茲的一家Sports Direct門店

福来莎集团公司（Frasers Group plc），原名Sports Direct國際公司（Sports Direct International plc），是英國的一家零售企業，由麦克·阿什利創業於1982年。這家公司是英國最大的體育用品零售商，在世界有約670家店鋪。該公司也是倫敦證券交易所的上市公司之一，並且是FTSE250指數成份股。收购福来莎百货后改为现名。

## 外部連結
- 官方网站
- SportsDirect.com（页面存档备份，存于）